# Charmaine Borg
Pour les articles homonymes, voir Borg.
Charmaine Borg, née le 3 novembre 1990 à Oakville, est une activiste communautaire, agente des relations de travail et femme politique canadienne. Elle est députée de la circonscription de Terrebonne—Blainville à la Chambre des communes du Canada de 2011 à 2015 sous la bannière du Nouveau Parti démocratique.

## Biographie
Étudiante en science politique à l'Université McGill et coprésidente du club politique du NPD dans cette université montréalaise, Charmaine Borg œuvre également comme agente de relations de travail au sein du syndicat AMUSE (Association of McGill University Support Employees),.
Charmaine Borg développe une passion pour la politique dès son plus jeune âge, elle s'investit dans divers projets, dont un à Keswick en Ontario, qui lui vaut en 2008 le prix du Lieutenant-gouverneur pour son engagement. En compagnie de bénévoles, elle met sur pied une troupe de théâtre pour des enfants défavorisés afin de les aider dans leur développement intellectuel.
Elle défait la députée sortante Diane Bourgeois du Bloc québécois avec une majorité de plus de 10 000 voix lors des élections fédérales canadiennes de 2011 malgré une campagne qualifiée de « discrète » par la presse locale. La difficulté de la joindre au cours de la campagne électorale est expliquée par un responsable de son parti par le fait qu'elle ne dispose pas d'un cellulaire.
Elle est porte-parole de l'opposition officielle en matière de droits d'auteur d'avril 2012 à août 2013, et sur les questions numériques d'avril 2012 jusqu'à la fin de son mandat en octobre 2015.
Candidate à sa réélection dans la circonscription de Terrebonne aux élections fédérales de 2015, toujours sous la bannière néo-démocrate, elle est défaite par le candidat du Bloc québécois Michel Boudrias.

## Résultats électoraux
|       | Candidat                  | Parti          | # de voix | % des voix |
|       | Jean-Philippe Payment     | Conservateur   | +05 222,  | 9,13 %     |
|       | (sortant) Diane Bourgeois | Bloc québécois | +17 634,  | 30,83 %    |
|       | Robert Frégeau            | Libéral        | +04 885,  | 8,54 %     |
|       | Charmaine Borg            | NPD            | +28 236,  | 49,37 %    |
|       | Michel Paulette           | Vert           | +01 218,  | 2,13 %     |
| Total | Total                     | Total          | 57 195    | 100 %      |